# Джон Юстас
Джон Юстас (англ. John Eustace, нар. 3 листопада 1979, Соліхалл) — англійський футболіст, що грав на позиції півзахисника. По завершенні ігрової кар'єри — тренер. З 2024 року очолює тренерський штаб команди «Блекберн Роверз».

## Ігрова кар'єра
Вихованець клубу «Ковентрі Сіті». Для отримання ігрової практики протягом 1998—1999 років захищав кольори шотландського клубу «Данді Юнайтед», після чого повернувся до рідного клубу з Ковентрі, де почав закріплюватися в першій команді. У сезоні 2000/01 років він зіграв у 32 іграх чемпіонату, але клуб вилетів з Прем'єр-ліги. На початку наступного сезону менеджер Гордон Стракан призначив його капітаном. Однак 8 вересня 2001 року Юстас отримав травму коліна під час гри проти «Грімсбі Тауна», через що він вибув з гри на 7 місяців. Він повернувся до матів лише у квітні 2002 року. Тим не менш Юстас добре розпочав новий сезон 2002/03 років і привернув увагу клубу Прем'єр-ліги «Мідлсбро», якому був відданий в оренду на один місяць у січні 2003 року. Втім у цій команді Джон лише один раз вийшов на заміну на останні дві хвилини гри у гостьовому матчі у «Ліверпуля», заробивши жовту картку. Надалі Юстас до «Ковентрі», за який загалом провів 33 матчі в чемпіонаті за останній сезон у «Ковентрі».
На початку сезону 2003/04 років Юстас перейшов на правах вільного агента до іншої команди другого дивізіону «Сток Сіті», за яку дебютував у матчі проти «Дербі Каунті» (3:0) і допоміг команді посісти 11-е місце в чемпіонаті, забивши п'ять голів. Втім у лютому 2005 року під час матчу «гончарів» з «Віган Атлетік» (1:0) Юстас отримав серйозну травму коліна, через що пропустив решту сезону 2004/05 і весь сезон 2005/06. Незважаючи на відсутність матчів Юстас підписав з клубом новий однорічний контракт, який діяв до кінця сезону 2006/07. Втім через тривалу відсутність ігрової практики Юстас не зміг одразу повернутись до команди, тому 13 жовтня 2006 року Юстас приєднався на правах оренди до команди Другої ліги «Герефорд Юнайтед». 14 грудня 2006 року його раптово відкликав «Сток» через кілька травм у півзахисті. Юстас повернувся до стартового складу «Стока» у матчі 3-го раунду Кубка Англії проти «Міллволла». Загалом Юстас провів 15 матчі в чемпіонаті протягом сезону за «Сток», по завершенняякого Юстас підписав з клубом новий однорічний контракт до літа 2008 року. Він був основним гравцем «Стока» і капітаном команди протягом першої половини сезону 2007/08 років.
31 січня 2008 року Юстас перейшов до «Вотфорда» за £250 000, але основним гравцем не став, тому 9 березня 2009 року він приєднався до іншого клубу Чемпіоншипу «Дербі Каунті» на правах оренди до кінця сезону 2008/09. Він дебютував за «Дербі» у грі проти «Саутгемптона» (1:1) і загалом провів за клуб 9 матчів і забив 1 гол, після чого повернувся до «Вотфорда» на початку травня. Поступово Юстас став основним гравцем і у сезоні 2009/10 провів понад сорок матчів у всіх турнірах та був визнаний «Найкращим футболістом сезону». У наступному сезоні тренер Малкі Маккей передав Юстасу капітанську пов'язку після того, як Джей ДеМеріт покинув клуб. Він розпочав сезон у хорошій формі, забивши перший гол «Вотфорда» в сезоні в переможному матчі проти «Норвіч Сіті» (3:2), а через тиждень допоміг команді здобути нічию 2:2 проти рідногоклубу, «Ковентрі». Пізніше цей м'яч був названий найкращим голом сезону 2010/11. Юстас зберіг капітанську пов'язку після призначення на посаду тренера Шона Дайча в червні 2011 року і підписав новий дворічний контракт до 2013 року в кінці липня, незважаючи на інтерес з боку «Дербі Каунті». У сезоні 2011/12 Юстас залишався основним гравцем, але у наступному вже рідко виходив на поле, тому у червні 2013 року Юстасу запропонували новий контракт на роль граючого тренера, який він відхилив, заявивши, що поки що не готовий відмовлятися від гри, тому покинув клуб як вільний агент.
У липні 2013 року уклав контракт на один рік з «Дербі Каунті», де вже грав у минулому. У першому сезоні гравець був важливою частиною команди, але у другому сезоні Юстас отримав серйозну травму колінного хряща в матчі проти «Іпсвіч Тауна» (1:0). 10 січня 2015 року. Травма вимагала операції, і виключила його з гри на решту сезону. По його завершенні Юстас покинув «Дербі» в червні 2015 року. Надалі Юстас намагався перейти до шотландського клубу «Рейнджерс», але угоду не було укладено і футболіст завершив кар'єру.

## Кар'єра тренера
Розпочав тренерську кар'єру невдовзі по завершенні кар'єри гравця, 2016 року, очоливши тренерський штаб аматорського клубу «Кіддермінстер Гаррієрс», де пропрацював з 2016 по 2018 рік.
25 травня 2018 року приєднатися до штабу Стіва Макларена в «Квінз Парк Рейнджерс» на посаду асистента. Після звільнення Макларена у 2019 році Юстас ненадовго перебував на посаді тимчасового головного тренера, допомігши клубу уникнути вильоту з Чемпіоншипу, набравши 7 очок у 7 іграх. Після приходу Марка Ворбертона на посаду головного тренера в травні 2019 року Юстас залишився його помічником. 
У березні 2022 року він був призначений помічником головного тренера збірної Ірландії Стівена Кенні, паралельно продовживши роботу у КПР. Юстас залишив клуб у червні 2022 року після призначення нового менеджера Майкла Біла.
3 липня 2022 року Юстас змінив Лі Боєра на посаді головного тренера клубу Чемпіоншипу «Бірмінгем Сіті», підписавши трирічний контракт. У дебютному матчі Юстаса на чолі команди була зафіксована нічия 0:0 на виїзді проти «Лутон Тауна», а свою першу перемогу на посаді головного тренера «Бірмінгема» він здобув у наступний ігровий день, обігравши вдома «Гаддерсфілд Таун» 5 серпня 2022 року. 9 жовтня 2023 року Юстас був звільнений з «Бірмінгем Сіті», незважаючи на вражаючий початок сезону з клубом на шостому місці з вісімнадцятьма очками в одинадцяти матчах.
9 лютого 2024 року Юстас був призначений головним тренером іншого клубу Чемпіоншипу «Блекберн Роверз», уклавши угоду на два з половиною роки. За підсумками сезону 2023/24 посів з командою 19 місце і врятував її від вильоту.